# Conférence Ouest de la WNBA
Pour les articles homonymes, voir Conférence Ouest.
La Conférence Ouest ou au Canada francophone l’Association de l'Ouest de la WNBA (en l'anglais WNBA's Western Conference) de la Women's National Basketball Association est composée de six équipes.
Les séries éliminatoires de la Conférence Ouest sont composés de deux tours, les demi-finales de Conférence et les finales de Conférence dont le vainqueur affronte le vainqueur de la Conférence Est lors des Finales WNBA afin de désigner le champion WNBA. Ces deux tours se jouent au meilleur des trois matchs.

## Composition de la Conférence Ouest

### Anciennes équipes
Disparues
- Comets de Houston (1997-2008)
- Fire de Portland (2000-2002)
- Monarchs de Sacramento (1997-2009)

Déménagement
- Les Starzz de l'Utah deviennent les Silver Stars de San Antonio en 2003 (renommés Stars de San Antonio en 2014) et les Aces de Las Vegas en 2018.
- Le Shock de Détroit devient le Shock de Tulsa en 2010 et les Wings de Dallas en 2016.

## Champions de la Conférence Ouest
- 1997 : Pas d'équipe championne de la Conférence Ouest en raison de la configuration des playoffs.
- 1998 : Comets de Houston, Mercury de Phoenix (Les Comets et le Mercury ont disputé les Finales WNBA en raison de la configuration des playoffs qui pouvaient alors voir s'opposer deux équipes de la même Conférence en Finales WNBA. Les Comets sont considérés comme vainqueur de la Conférence Ouest en tant que vainqueur de la confrontation en Finales WNBA.)
- 1999 : Comets de Houston
- 2000 : Comets de Houston
- 2001 : Sparks de Los Angeles
- 2002 : Sparks de Los Angeles
- 2003 : Sparks de Los Angeles
- 2004 : Storm de Seattle
- 2005 : Monarchs de Sacramento
- 2006 : Monarchs de Sacramento
- 2007 : Mercury de Phoenix
- 2008 : Silver Stars de San Antonio
- 2009 : Mercury de Phoenix
- 2010 : Storm de Seattle
- 2011 : Lynx du Minnesota
- 2012 : Lynx du Minnesota
- 2013 : Lynx du Minnesota

Champions WNBA en gras

## Liste des équipes championnes de la Conférence Ouest
- 3 : Comets de Houston (arrivés de la Conférence Est en 1998)
- 3 : Sparks de Los Angeles
- 3 : Lynx du Minnesota
- 3 : Mercury de Phoenix
- 2 : Monarchs de Sacramento
- 1 : Stars de San Antonio
- 1 : Storm de Seattle